# 황금 카메라
황금 카메라는 2013년 5월 16일부터 2013년 8월 22일까지 매주 목요일 밤 8시 55분에 KBS 2TV로 방송된 텔레비전 프로그램이다.

## 기획 의도
대한민국의 특별한 일상을 영상으로 담은 텔레비전 프로그램이다.